# Topolino nell'isola misteriosa
Topolino nell'isola misteriosa (Lost on a Desert Island) è un arco narrativo formato dalle strisce a fumetti con protagonista, Topolino pubblicate sui quotidiani statunitensi dal 13 gennaio al 31 marzo 1930; è considerata la prima storia a fumetti della Disney e anche la prima storia in assoluto di Topolino; segna anche la prima apparizione di Minni.
Le strisce (che si fondano più su singole gag che su una trama vera e propria) furono scritte dallo stesso Walt Disney ispirandosi parzialmente ai cortometraggi L'aereo impazzito (1928) e Topolino nella jungla (1929), e disegnate da Ub Iwerks fino all'8 febbraio e successivamente da Win Smith dopo l'abbandono della Disney da parte di Iwerks. Il fumetto è stato pubblicato in Italia anche coi titoli Le audaci imprese di Topolino nell'isola misteriosa e Topolino emulo di Lindbergh.
Nella prima edizione italiana, pubblicata da Nerbini, vennero inserite alcune vignette apocrife disegnate da Giorgio Scudellari.

## Trama
Topolino, ispirato dalla lettura delle imprese aviatorie di Charles Lindbergh, decide di diventare un aviatore. Assemblando i pezzi di una vecchia automobile e sfruttando vari animali della sua fattoria, costruisce un improbabile aereo, con cui, insieme a Minni, fa una breve quanto catastrofica prova di volo; Minni abbandona l'aereo usando le proprie mutandine di pizzo come paracadute. Rimasto da solo, Topolino non riesce a manovrare l'aereo, si perde e, superata una tempesta, va a finire in un'isola deserta. 
I tentativi di Topolino di sopravvivere sull'isola misteriosa sono raccontati attraverso una serie di gag, in un susseguirsi di scene comiche ai limiti dell'inverosimile. Dopo aver provato invano a cacciare per sfamarsi e dopo essere riuscito a salvarsi da una tribù di cannibali, alla fine Topolino si finge uno dei pulcini di un uccello molto più grande di lui che, dopo un'altra serie di peripezie, lo riporta inaspettatamente a casa.